# Поцелуй на бис (альбом)
Поцелуй на бис — девятый студийный альбом российской певицы Кристины Орбакайте, выпущенный в 2011 году. На диске представлено 12 композиций. Также в него вошли три видеоклипа на песни «Хватит шоу», «Нежная» и «Разрешаю только раз», представленные на альбоме в качестве бонусов. Презентация альбома состоялась 15 апреля 2011 года в Кремлёвском дворце, в день рождения матери певицы Аллы Пугачёвой, которой был посвящён концерт. Альбом был номинирован на премию сайта Newsmuz.com «Русский ТОП 2011» в номинации «Лучший альбом», набрав 169 голосов.

## Критика
Дмитрий Прочухан с сайта Newsmuz.com положительно оценил альбом, поставив ему 7 баллов из 10. Из танцевальных треков рецензент выделил песни «Ультрафиолет» и «Хватит шоу». По его мнению, «песню „Цветы“ певица исполняет в R&B ключе, показывая, что кроме поп-музыки ей не чужды эксперименты с другими стилями». Он также посчитал, что «цельность восприятия альбома несколько нарушают песни, ставшие саундтреками к фильму „Любовь-морковь“: „Ты где?“, исполненная дуэтом с Гошей Куценко и „Когда мы любим“, в которой мужские вокальные партии исполнил Томас Невергрин». Не особо оценил Дмитрий песню «Белая панама», которая является кавер-версией композиции Аллы Пугачёвой, посчитав, что ранее перепетую композицию «Ты на свете есть» Орбакайте исполнила лучше, так как у неё «лучше получается исполнять каверы на лиричные композиции, а более динамичные треки получаются менее выразительными».
Алексей Мажаев из агентства InterMedia посчитал, что «„Поцелуй на бис“ нельзя отнести к выдающимся аудиоработам — но это очень профессиональный альбом». «Шуточные песни и актуальные хиты, качественная лирика, дуэты, римейк, три видеоклипа: как минимум, скучно не будет» — посчитал рецензент. По его мнению, наиболее удачными на альбоме получились лирические композиции. Мажаевым было положительно отмечено исполнение песни «Признание», которую «Кристина Орбакайте пропевает без напрашивающегося сюда надрыва». Также он посчитал, что романс «Москва-Санкт-Петербург» «Виктор Дробыш написал с явной оглядкой на песни, которые Алла Пугачева исполняла в „Иронии судьбы“ — и Кристина отменно справилась с этой задачей, достойно выдержав сравнение с мамой в молодости». Рецензент также отметил, что в песне «Тайна без тайн», музыку к которой написал Томас Невергрин и исполнил её в дуэте с Орбакайте, «композитор отчаянно пытается совладать с пением на русском языке», По мнению рецензента, «шансы стать отличным лирическим хитом имела также композиция Аркадия Укупника „Ты где“, однако это не просто песня, а саундтрек к очередной „Любви-моркви“ с вытекающим из этого участием Гоши Куценко».

## Список композиций
| №   | Название                 | Текст песни          | Музыка            | Длительность |
| --- | ------------------------ | -------------------- | ----------------- | ------------ |
| 1.  | «Ультрафиолет»           | И.Миклошич           | А.Мисин           | 3:47         |
| 2.  | «Нежная»                 | К.Кавалерян          | А.Мисин           | 3:08         |
| 3.  | «Цветы»                  | Д.Орлова             | А.Орлов           | 3:04         |
| 4.  | «Разрешаю только раз»    | А.Лопатин            | А.Лунев           | 3:34         |
| 5.  | «Ночь-подруга»           | К.Кавалерян          | А.Мисин           | 4:04         |
| 6.  | «Признание»              | О.Попков             | О.Попков          | 3:48         |
| 7.  | «Хватит шоу»             | А.Лопатин            | А.Лунев           | 3:45         |
| 8.  | «Москва Санкт-Петербург» | Л.Стюф               | В.Дробыш          | 3:17         |
| 9.  | «Белая панама»           | Л.Дербенев           | Ю.Чернавский      | 3:51         |
| 10. | «Тайна без тайн»         | А.Лопатин            | Thomas N'evergren | 3:49         |
| 11. | «Когда мы любим»         | А.Лопатин            | Thomas N'evergren | 3:40         |
| 12. | «Ты где?»                | Г.Куценко, А.Укупник | А.Укупник         | 4:02         |

Бонус-клипы
Режиссёр видеоклипов — Ирина Миронова
| №  | Название              | Длительность |
| -- | --------------------- | ------------ |
| 1. | «Хватит шоу»          | 3:45         |
| 2. | «Нежная»              | 3:08         |
| 3. | «Разрешаю только раз» | 3:34         |